# Stigmella stettinensis
Stigmella stettinensis là một loài bướm đêm thuộc họ Nepticulidae. Nó được tìm thấy ở Litva, Ba Lan, Cộng hòa Séc và Slovakia.
It was considered a synonym of Stigmella minusculella, but was raised to species status by A & Z Lastuvka năm 2004.
Có ba lứa một năm in central Europe.
Ấu trùng ăn Pyrus communis. Chúng ăn lá nơi chúng làm tổ. 